# Microbotryum reticulatum
Microbotryum reticulatum är en svampart som först beskrevs av Liro, och fick sitt nu gällande namn av R. Bauer & Oberw. 1997. Microbotryum reticulatum ingår i släktet Microbotryum och familjen Microbotryaceae.   Inga underarter finns listade i Catalogue of Life.